# Li Čen-šeng

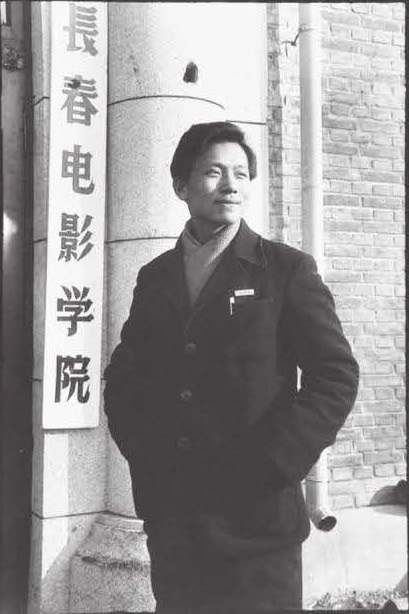
Fotograf v roce 1960

Li Čen-šeng (čínsky: 李振盛 22. září 1940, Ta-lien – 23. června 2020, Čcheng-tu) byl čínský fotožurnalista. Zachytil některé z nejrozsáhlejších obrazů z Velké proletářské kulturní revoluce, známější jako čínská kulturní revoluce.

## Životopis
Narodil se 22. září 1940 do chudé rodiny v Ta-lienu v Liao-ningu. V době jeho narození se město nacházelo na zabraného území Kwantung, kde Japonsko udržovalo loutkový režim, Mandžukuo. Jeho matka zemřela, když mu byly tři, a jeho starší bratr, který byl členem lidové osvobozenecké armády, zahynul během Čínské občanské války. Li pomáhal svému otci, který pracoval jako kuchař na parníku a později jako farmář, do svých deseti let. Studoval ve filmové škole v Čchang-čchunu, kde získal většinu svých fotografických znalostí. V roce 1963 krátce zastával funkci reportéra v deníku Chej-lung-ťiang Daily, ale zasáhlo Hnutí socialistického vzdělávání. Li skončil téměř dva roky v přírodě, žil s rolníky a studoval díla předsedy Maa.
Fotografie v Číně byla vnímána jako propagandistický nástroj socialistických realistů. Li Čen-šeng byl jedním z mála fotografů, kterým se během kulturní revoluce podařilo poctivě fotografovat. Subjekty jeho kulturních revolučních fotografií zahrnovaly „negativní“ scény, jako veřejné ponížení, pouliční násilí, popravy atd., jakož i „pozitivní“ okamžiky, jako jsou lidé studující Maovy práce, zpívající revoluční hesla, tančící věrnostní tance nebo podílející se na farmářské práci. Liovy fotografie kulturní revoluce byly publikovány v knize Red-Color News Soldier, vydané nakladatelstvím Phaidon roku 2003 a představuje revoluční ideály ale zároveň také mnoho zvěrstev, ke kterým došlo během kulturní revoluce.
Deníky Heilongjiang Daily měly přísnou politiku v souladu s vládní diktaturou. Mohly být publikovány pouze „pozitivní“ snímky, které sestávaly převážně z usměvavých revolucionářů vychvalující předsedu Maa. „Negativní“ obrazy, které zobrazovaly zvěrstva té doby, byly skryty pod podlahou v jeho domě, než je vynesl na světlo na výstavě fotografií v roce 1988.
V roce 2017 bylo v provincii S'-čchuan v rámci muzea Jianchuan otevřeno soukromé muzeum věnované jeho životu a dílu.
Li zemřel 23. června 2020 na krvácení do mozku v Čcheng-tu, bylo mu 79 let.